# Eudonia gigantea
Eudonia gigantea là một loài bướm đêm trong họ Crambidae.